# Локпорт (Луїзіана)
Локпорт (англ. Lockport) — місто (англ. town) в США, в окрузі Лафурш штату Луїзіана. Населення — 2490 осіб (2020).

## Географія
Локпорт розташований за координатами 29°38′36″ пн. ш. 90°32′10″ зх. д. / 29.64333° пн. ш. 90.53611° зх. д. (29.643244, -90.536083).  За даними Бюро перепису населення США в 2010 році місто мало площу 1,70 км², з яких 1,65 км² — суходіл та 0,05 км² — водойми.

## Демографія
Згідно з переписом 2010 року, у місті мешкало 2578 осіб у 1016 домогосподарствах у складі 688 родин. Густота населення становила 1519 осіб/км².  Було 1088 помешкань (641/км²).
Расовий склад населення:
| - 92,0 % — білих - 2,4 % — чорних або афроамериканців - 2,2 % — корінних американців - 0,1 % — азіатів - 2,1 % — осіб інших рас |

До двох чи більше рас належало 1,2 %. Частка іспаномовних становила 3,0 % від усіх жителів.
За віковим діапазоном населення розподілялося таким чином: 22,8 % — особи молодші 18 років, 61,4 % — особи у віці 18—64 років, 15,8 % — особи у віці 65 років та старші. Медіана віку мешканця становила 39,3 року. На 100 осіб жіночої статі у місті припадало 95,7 чоловіків;  на 100 жінок у віці від 18 років та старших — 90,0 чоловіків також старших 18 років.
Середній дохід на одне домашнє господарство  становив 63 726 доларів США (медіана — 50 560), а середній дохід на одну сім'ю — 77 580 доларів (медіана — 70 972). За межею бідності перебувало 15,8 % осіб, у тому числі 18,8 % дітей у віці до 18 років та 9,2 % осіб у віці 65 років та старших.
Цивільне працевлаштоване населення становило 1277 осіб. Основні галузі зайнятості: виробництво — 22,9 %, освіта, охорона здоров'я та соціальна допомога — 15,8 %, роздрібна торгівля — 13,5 %.